# Elie Luzac
Elie Luzac (Noordwijk, 19 oktober 1721 – Leiden, 11 mei 1796) was een Nederlands rechtsgeleerde, publicist en boekverkoper.

## Leven en werk
Elie Luzac is afkomstig van een hugenootse familie uit Bergerac die aan het einde van de zeventiende eeuw is neergestreken in Leiden. Zijn familie heeft verschillende beroemdheden voortgebracht.
Zijn oom Etienne Luzac (1706-1787) heeft naam gemaakt als krantenman van wat later een van de belangrijkste kranten van Europa zou worden, de Gazette de Leyde.
Zijn andere oom Jean of Johan Luzac (1702-1783) was ook drukker en boekverkoper. Bij hem ging Elie Luzac in 1735 in de leer en samen met hem gaf Elie de Bibliothèque impartiale uit, om overigens na een jaar de samenwerking abrupt te beëindigen wegens onenigheid over het zakelijk beleid.
De zoon van deze Jean Luzac heette eveneens Jean Luzac (1747-1807), was advocaat en nam in 1772 de redactie van de Gazette de Leyde van Etienne over.
Elie Luzac studeerde rechten te Leiden, en verdedigde in 1759 zijn proefschrift Specimen juris inaugurale de modo extra ordinem procedendi in causis criminalibus. Op 6 september 1759 liet hij zich beëdigen voor het Hof van Holland als advocaat.
Ook werd Elie boekdrukker en boekverkoper. Hij bleef in dit vak werkzaam tot zijn overlijden in 1796. In de jaren 1753 tot en met 1756 had hij een filiaal in Göttingen. Daar kreeg hij zoveel conflicten met de universiteit en de Academie van Wetenschappen, dat hij er met pek en veren werd afgevoerd. Aan zijn jaarlijkse bezoeken aan de Buchmesse te Leipzig zou spoedig een einde komen.
Van 1774 tot 1791 opereerde Elie in compagnie met Jan Hendrik van Damme, die de dagelijkse leiding kreeg. Door malversaties van de laatste was Elie genoodzaakt de touwtjes opnieuw in handen te nemen. De compagnie Luzac & Van Damme stond in de jaren tachtig bekend als een orangistische boekhandel. Omdat Elie Luzac zich steeds meer als orangistische partijideoloog ging manifesteren, werd hij door de patriotten gehaat, verguisd en in hun pers gedemoniseerd.
Op 11 mei 1796 overleed Elie Luzac. Hij stierf als een welvarend man. Zijn privé-boekenbezit werd in 1799 bij Haak & Comp. en Elies vroegere winkelknecht Mozes Cyfveer geveild; de winkelvoorraad die Elie na de liquidatie van de compagnie Luzac & Van Damme was toegewezen, werd in 1801 bij Cyfveer alleen geveild.
Elie Luzac is drie maal getrouwd geweest en had twee dochters.
Reeds aan het begin van zijn loopbaan als boekverkoper maakte Elie Luzac zijn naam aan de internationale République des Lettres bekend. In december 1747 gaf hij L’homme machine uit. De auteursnaam van de Franse arts Julien Offray de la Mettrie werd niet vermeld, wel die van Luzac zelf. Dat laatste had hij beter niet kunnen doen, want onmiddellijk werd het werk in beslag genomen en een gerechtelijke procedure tegen hem in gang gezet. Het was een libertijns en atheïstisch werkje, zo oordeelde men, en het verkondigde de gevaarlijke ideeën van Spinoza. Luzac probeerde nog het tij te keren en schreef zelf het verdedigingsgeschrift L’homme plus que machine maar het kwaad was geschied. Terwijl hij ook nog een gloedvol betoog schreef over de vrijheid van drukpers (Essai sur la liberté de produire ses sentimens, 1749), maakte zijn drukkerijpersoneel overuren met de illegale herdruk van het verboden werk van La Mettrie.
Elie Luzac gaf diverse werken uit van Voltaire (kwestie Maupertuis-König), schreef het commentaar bij L’esprit des lois van Montesquieu, en viel als eerste de werken van Jean-Jacques Rousseau aan. Hij was een gedreven verdediger van het stadhouderschap en nam deel aan de pamflettenstrijd van de Wittenoorlog. Zijn anoniem geschreven Gedrag der stadhouders-gezinden werd in 1754 te Amsterdam publiek verbrand (en in 1755 opnieuw in een uitgebreidere versie op de markt gebracht).

## Enkele werken van Luzac
- 1748 - L’homme plus que machine, Londen [=Leiden, Elie Luzac junior]
- 1749 - Essai sur la liberté de produire ses sentimens, Au pays libre pour le bien public [=Leiden, Elie Luzac junior]
- 1753 - Le bonheur, ou Nouveau système de jurisprudence naturelle, Berlijn [=Leiden, Elie Luzac junior]
- 1754 - Het gedrag der stadhouders-gezinden, verdedigt door A. v. K.
- 1757 - Het oordeel over den heere raadpensionaris Johan de Witt.
- 1757 - De zugt van den heere raadpensionaris Johan de Witt.
- 1758 - Toets voor het onderzoek van Groot-Brittanniëns gedrag.
- 1765 - Lettre d’un anonime à monsieur J.J. Rousseau [sur le contrat social].
- 1766 - Seconde lettre d’un anonime à J.J. Rousseau, Parijs, Desaint & Saillant [=Leiden, Elie Luzac].
- 1759-1763 - Nederlandsche letter-courant.
- 1771 - Philagathos [=F. Vaster], Philalethes [=Elie Luzac], Briefwisseling over de leer van het zedelijk gevoel; uitg., en met een voorbericht en aanmerkelyk vermeerdert door Johannes Petsch, Utrecht, Johannes van Schoonhoven.
- 1772 - Christian Friedrich von Wolff, Institutions du droit de la nature et des gens.
- 1778 - Jacques Accarias de Sérionne, La richesse de la Hollande [bewerkt door Elie Luzac, François Bernard], Londen z.n. [=Leiden, Luzac & Van Damme].
- 1779 - Jacob Nicolas Moreau, De pligten der overheden [...] Uit het Fransch vertaald. Zynde by deeze vertaaling gevoegd eene voor-reden, en eenige aantekeningen van Mr. Elias Luzac, Advt.
- 1780 - Hollands rijkdom.
- 1781 - Het waare dag-licht van het politieck systema der regeringe van Amsterdam, Middelburg, Abrahams e.a.
- 1784 - Reynier Vryaards Openhartige brieven.
- 1784-1790 - Vaderlandsche Staatsbeschouwers.
- 1792 - De voor- en nadeelen van den invloed des volks op de regering.
- 1792 - Lettres sur les dangers de changer la constitution primitive d’un gouvernement public, Londen [=Leiden, Elie Luzac].

## Secundaire literatuur
- Wyger Velema, Enlightenment and conservatism in the Dutch Republic. The political thought of Elie Luzac (1721-1796), Assen/Maastricht 1993 (Speculum historiale 13).
- Rietje van Vliet, Elie Luzac (1721-1796). Boekverkoper van de Verlichting, Nijmegen 2005.
- Hans Bots en Jan Schillings (ed.), Lettres d’Elie Luzac à Jean Henri Samuel Formey. Regard sur les coulisses de la librairie hollandaise du XVIIIe siècle, Parijs 2002 (Vie des Huguenots 15).
- J.Ch. Laursen, J. van der Zande (eds.), Early French and German defenses of freedom of the press: Elie Luzac’s ‘Essay on freedom of expression’ (1749) and Carl Friedrich Bahrdt’s ‘On freedom of the press and its limits’ (1787) in English translation, Leiden 2003 (Brill’s studies in intellectual history 113).